# Col Mao

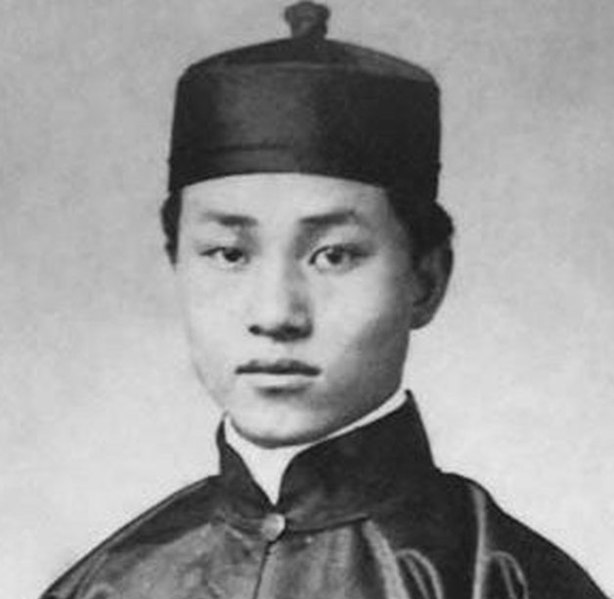
Un jeune chinois en col Mao dans les années 1900.

Le col Mao est une sorte de col. C'est celui que portait Mao Zedong , notamment dans les portraits officiels, quand il dirigeait la république populaire de Chine. Pour autant, ce col était celui des fonctionnaires chinois
, dès la dynastie Qing et a été ensuite popularisé par Sun Yat Sen, après 1911.

## Historique
Mao Zedong affectionnait ce col car il est montant, droit et court. Ce type de col se retrouve également sur les qipao, un vêtement féminin chinois.
En France, il a été porté par le ministre de la Culture Jack Lang en 1981 à l'Assemblée nationale : cela a provoqué une polémique car, à l'époque, la cravate était obligatoire dans cette enceinte.

## Caractéristiques
Le col Mao est un petit col droit avec un bouton sur le devant au milieu qui monte sur le cou. Il n'a pas de rabat et se porte le plus souvent fermé. En dehors de la Chine, ce type de col est plutôt porté par les hommes.
Le terme de col Mao est parfois utilisé, à tort, pour désigner le col officier. Le col officier a globalement la même forme que le col Mao (c'est-à-dire sans rabats aussi) si ce n'est un bouton pour fermer le col.

## Critique
Mao Zedong étant un personnage controversé, le terme col Mao pour désigner ce type de col est vivement critiqué. Ce type de col reste parfois appelé « col mandarin », calque de l'appellation anglophone courante « mandarin collar »,.

## Culture

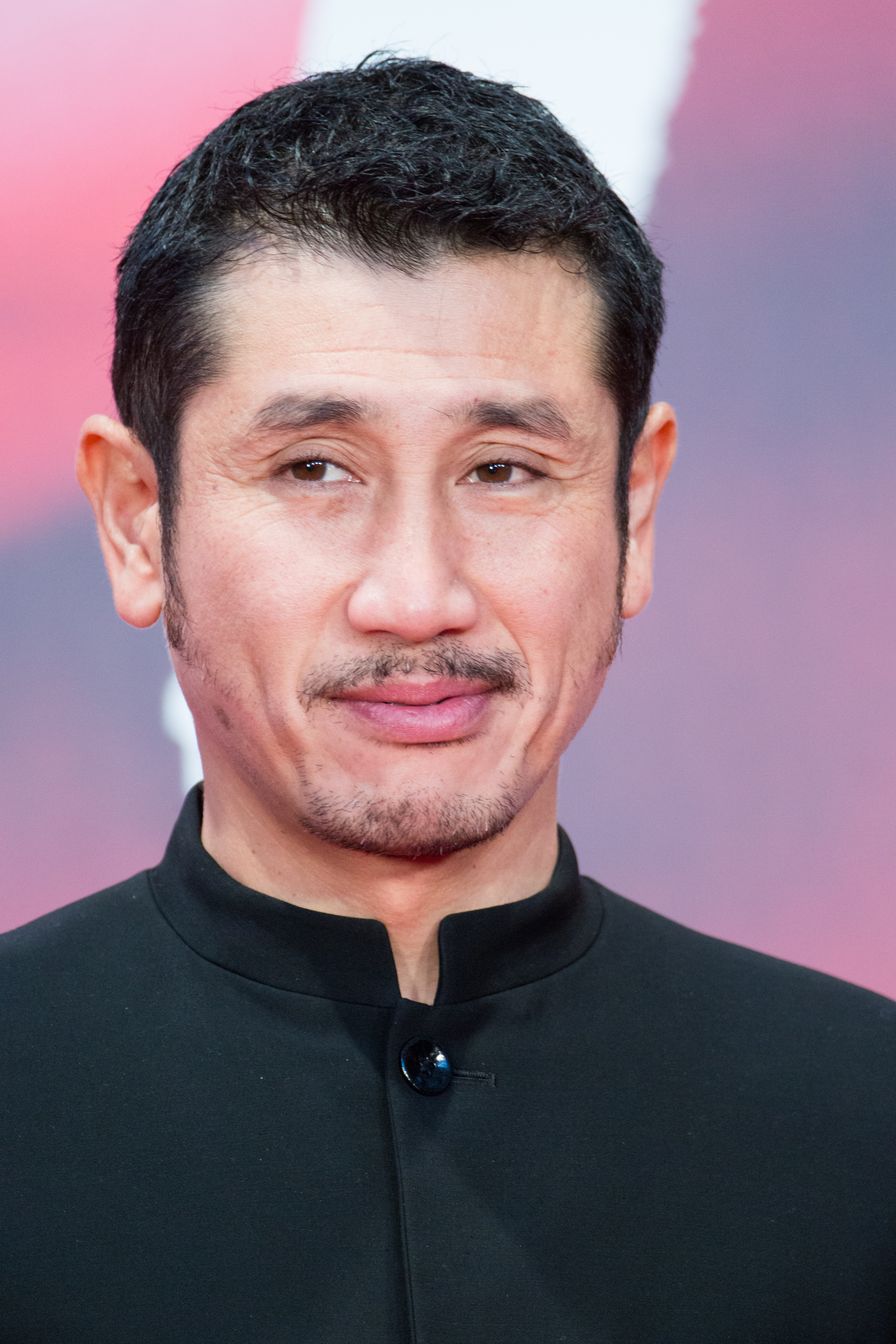
L'acteur japonais Kiyohiko Shibukawa en col Mao en 2017.

### Cinéma
Le col Mao apparaît dans la série cinématographique James Bond. Il est porté par l'ennemi numéro un de l'agent britannique, Ernst Stavro Blofeld, dans On ne vit que deux fois, Au service secret de sa Majesté, Les diamants sont éternels et 007 Spectre.

### Musique
- Dans sa chanson Les Plaisirs démodés (1972), Charles Aznavour fait parler un homme qui a rencontré sa petite amie alors qu'il portait un col Mao.
- Dans Les Jeunes imbéciles (1991), Jean Ferrat en fait le symbole de l'engagement communiste des jeunes soixante-huitards, contrairement au « costume trois pièces », à l'« attaché-case » et à la « redingote ». « Tenue plus libérale » et « plus officielle », ces vêtements et cet accessoire représentent le renoncement arriviste aux idéaux de gauche, en faveur du libéralisme triomphant.
- Les Fatals Picards, dans leur chanson Les Dictateurs, font référence à ce col : « Le col Mao il est un peu trop serré ».

### Jeux vidéo
Le personnage de Blofeld apparaît dans deux jeux vidéo dérivés de la franchise GoldenEye : Au service du Mal (2004) et dans 007 Legends (2012), toujours porteur de son col Mao.